# Lanariaceae
Lanariaceae је фамилија монокотледоних скривеносеменица, која обухвата само једну врсту (Lanaria lanata, syn. Lanaria plumosa). Ареал врсте је ограничен на јужну Африку.